# François Lebigot
Pour les articles homonymes, voir Lebigot (homonymie).
François Lebigot, né en 1943, est un médecin militaire et un psychiatre français, spécialiste du traumatisme psychique.

## Parcours
François Lebigot soutient une thèse de médecine à la faculté de médecine de Bordeaux, en 1967. Il est médecin militaire, professeur agrégé du Val de Grâce, ancien chef de service de l'hôpital d'instruction des armées Percy de Clamart. Il est aussi président de l'Association de langue française pour l'étude du stress et du trauma (ALFEST) qui publie la Revue francophone du stress et du trauma dont il est rédacteur en chef. Il a également travaillé dès leur création en 1986 en Cellule d’urgence médicopsychologiques (CUMP).

## Travaux
François Lebigot a contribué à lancer la formule de la « rencontre avec le réel de la mort » dans l'étiologie traumatique des nombreux partisans du débriefing en France depuis les années 1990. Cette formule correspond à une situation particulièrement traumatique qui a pour effet de ne pas pouvoir être intégrée à l'inconscient. Il discute particulièrement les questions de defusing et de prise en charge immédiate et à plus long terme de la personne traumatisée, en lien avec le narcissisme, la culpabilité et l'originaire, en référence à Freud et Lacan notamment

## Publications
- Le traumatisme psychique, coll. Temps d'arrêt, 2006 [présentation en ligne]
- Traiter les traumatismes psychiques. Clinique et prise en charge, Dunod, 2005,  (ISBN 2100070673)[5]
- (collectif) Victimologie-Criminologie Approches cliniques : Tome 5, Situation d'urgence, situation de crise, clinique du traumatisme immédiat , Champ Social, 2005,  (ISBN 2913376479)
- (avec Michel de Clercq) Les traumatismes psychiques, Masson, 2001,  (ISBN 2294000218)[8]